# 贝岑山
贝岑山（德語發音：[ˈbɛtsn̩ˌbɛʁk] ⓘ）是德国凯撒斯劳滕市一座285米高的山丘。该山高出城市约50米，并命名了其所在的市辖区。因弗里茨·瓦尔特体育场（以前名为贝岑山体育场（Betzenbergstadion），俗称“贝策”（Betze））在此的缘故，贝岑山为人熟知。 

## 贝岑山
贝岑山位于凯撒斯劳滕火车总站和曼海姆—萨尔布吕肯铁路线的南部。贝岑山的南端通入普法尔茨林山。

## 贝岑贝格区
贝岑贝格区相对年轻，成立于1967年，只有体育场周围及下方的建筑物较旧。为了能规划出该市辖区，曾经的景观保护区“普法尔茨林山”的部分地区便不包括在受保护下的同于1967设立的普法尔茨林山自然公园（Naturpark Pfälzerwald）内。

## 景点
贝岑贝格区拥有弗里茨·瓦尔特体育场、野生动物园和位于普法尔茨森林自然公园北部边缘的胡姆山塔（Humbergturm）。